# Jasminum dichotomum

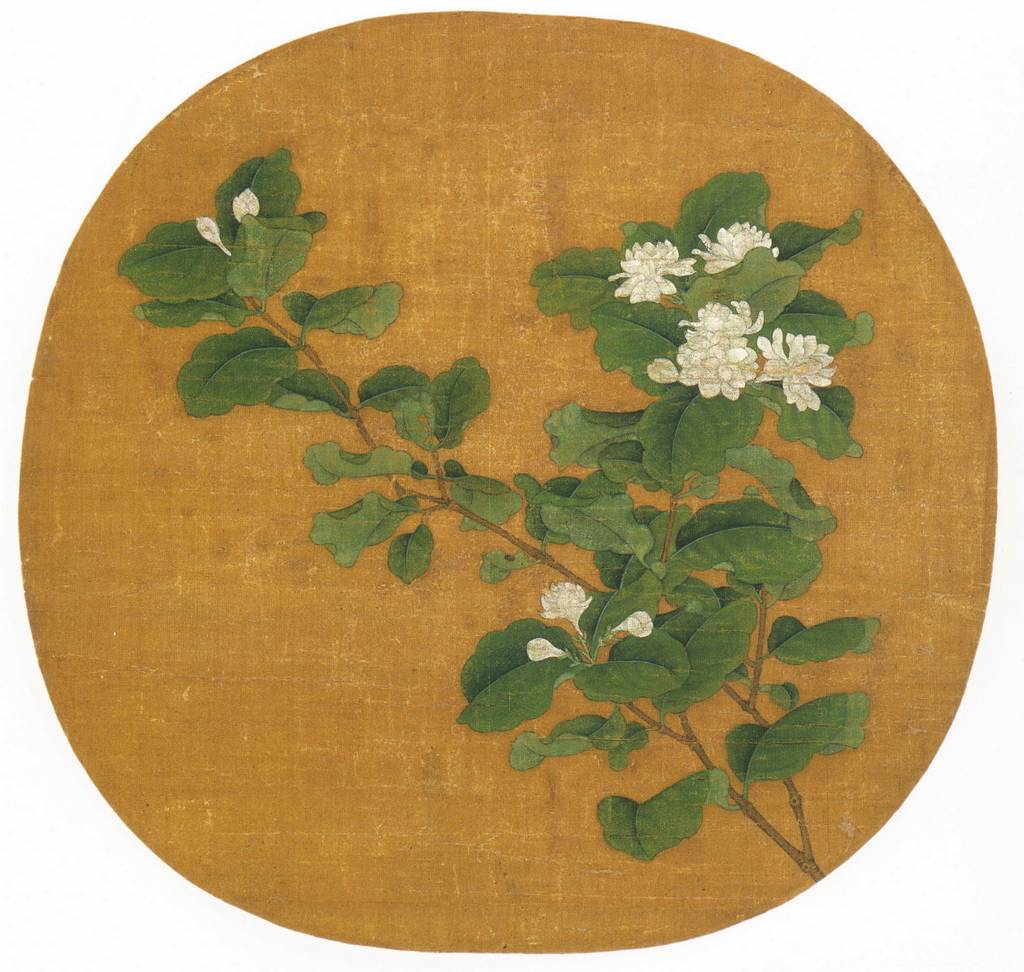
La rama de jazmín blanco, Dinastía Song, China,

Jasminum dichotomum (jazmín dorado) es una especie botánica de jazmín de la familia de las Oleaceae. Es endémica de África. Fuera de su rango nativo, puede ser maleza.

## Descripción
Es una enredadera, muy rara, de flores altamente fragantes. Florece todo el año. Sus hábitos de trepadora pueden ser arreglados para constituir un arbusto denso. Tiene hojas brillantes, muy ornamentales en contraste con sus brotes rosa oscuros y sus flores blancas. 

## Taxonomía
Jasminum Jasminum dichotomum  fue descrita por  Martin Vahl y publicado en Enumeratio Plantarum... 1: 26. 1804.
Etimología
Jasminum: nombre latino de estas plantas. Podría derivar del persa yasamin o del árabe yasmin.;Etimología:
Ver: Jasminum
dichotomum: epíteto latino que significa "dividido en pares".
Sinonimia
- J. brevipes Baker
- J. bukobense Gilg
- J. gardeniodorum Gilg
- J. gossweileri Gilg & G.Schellenb.
- J. guineense G.Don
- J. mathildae Chiov.
- J. noctiflorum Afzel.
- J. tenuifolium Baker ex Regel
- J. ternum Knobl.[4][5]